# Leo Spitzer
Leo Spitzer (Viena, Imperi Austrohongarès, 7 de febrer de 1887 - Forte dei Marmi, Itàlia, 16 de setembre de 1960) va ser un romanista i hispanista d'origen jueu austríac, i un crític literari influent i molt prolífic. La seva obra és coneguda pel seu èmfasi en l'àmbit de l'estilística.

## Biografia
Spitzer va fer estudis a les universitats de Berlín i de Halle. Va ser estudiant de doctorat de Wilhelm Meyer-Lübke i es va doctorar el 1910 amb una tesi titulada "La construcció de mots com a mitjà estilístic exemplificat per Rabelais" .Spitzer parlava fluidament deu llengües. Esdevingué llavors professor de la Universitat de Marburg el 1925 i de la Universitat de Colònia el 1930. L'any 1933 va fugir d'Alemanya amb l'ascens al poder del nazisme, i es traslladà a Istanbul. Més endavant va establir-se a la Universitat Johns Hopkins el 1936 com a successor en la seva càtedra en filologia romànica de David S. Blonheim. La resta de la seva carrera acadèmica va tenir lloc en aquesta universitat. El 1955 rebé el Premi Antonio Feltrinelli de filologia i història literària. Des de 1921 fou membre corresponent de la Secció Filològica de l'Institut d'Estudis Catalans.
En paraules de René Wellek i Austin Warren: "Leo Spitzer va aplicar ben d'hora [el paral·lelisme de trets lingüístics i elements de contingut] investigant la recurrència d'alguns motius com la sang i les ferides en els textos de Henri Barbusse [...]. Posteriorment, Spitzer ha intentat establir la connexió entre aspectes estilístics recurrents i la psicologia de l'autor, com ara connectant l'estil repetitiu de Péguy amb el seu bergnonisme, i l'estil de Jules Romains amb el seu unanimisme."

## Obres
- Die Wortbildung als stilistisches Mittel exemplifiziert an Rabelais. Max Niemeyer, Halle 1910
- Fremdwörterhatz und Fremdvölkerhaß. Eine Streitschrift gegen die Sprachreinigung. Manzsche Hof-, Verlags- und Universitäts-Buchhandlung 1918.
- Studien zu Henri Barbusse F. Cohen, Bonn 1920
- Lexikalisches aus dem Katalanischem und den übrigen iberoromanischen Sprachen Olschki, Ginebra 1921
- Italienische Kriegsgefangenenbriefe Hanstein, Bonn 1921
- "Lexikalisches aus dem Katalanischen und den übrigen iberoromanischen Sprachen", 1921
- Italienische Umgangssprache Kurt Schroeder, Bonn 1922
- Stilstudien. Hueber, München 1928
- Romanische Stil-und Literaturstudien Elwertsche, Marburg 1931
- "Racine et Goethe" in: Revue d'histoire de la philosophie et d'histoire générale de la civilisation 1.1933: S.58-75
- La enumeración caótica de la poesía moderna. Instituto de Filologia, Buenos Aires 1945
- Linguistics and literary history Princeton University Press 1948
- Essays on English and American Literature Hg. Anna Granville. ebd. 1962
- "Interpretationen zur Geschichte der französischen Lyrik", hrsg. von Helga Jauß-Meyer u. Peter Schunk, Heidelberg: Selbstverlag des Romanischen Seminars der Universität Heidelberg, 1961. (Aus Tonbandaufnahmen erstelltes Skriptum einer Gastvorlesung im Sommersemester 1958 an der Universität Heidelberg).